# Myszarówka
Myszarówka (ukr. Мишарівка) – wieś na Podolu, w rejonie tepłyckim obwodu winnickiego.
W czasach I Rzeczypospolitej wieś leżała w województwie bracławskim w prowincji małopolskiej Korony Królestwa Polskiego. Należała do rodziny Potockich. Wchodziła w skład klucza teplickiego ich dóbr. Pod koniec XVIII wieku była własnością chorążego kawalerii narodowej Michała Ostaszewskiego, a w I połowie XIX wieku, jego syna, Spirydona Ostaszewskiego (1797-1875), znanego hipologa i powstańca listopadowego. Odpadła od Polski w wyniku II rozbioru.